# Böhmörön járás
Böhmörön járás (mongol nyelven: Бөхмөрөн сум) Mongólia Uvsz tartományának egyik járása. Területe 3700 km². Népessége kb. 2900 fő.
Székhelye Bajsint (Байшинт), mely 162 km-re délnyugatra fekszik Ulángom tartományi székhelytől.